# Chambéry Savoie Football
 (Janvier 2021).
Pour les articles homonymes, voir Stade olympique de Chambéry.
Maillots
Le Chambéry Savoie Football est un club de football français situé à Chambéry fondé en 1925 sous le nom Chambéry Football Club. Il fusionne en 1942 avec un autre club chambérien, l'Association sportive de Chambéry, pour former la section football du Stade olympique de Chambéry. En 2023-2024, il évolue en Nationale 3.

## Histoire

### Entre le haut niveau régional et les championnats nationaux
| \| Bemenou Bengriba Tissot-Rosset Hernandez Dubard Pérez Pomel Billoudet S. Chmielinski Guillaud Yahia-Bey \| Composition du Chambéry SF en 1/4 de finale de coupe de France 2011 |
| Bemenou Bengriba Tissot-Rosset Hernandez Dubard Pérez Pomel Billoudet S. Chmielinski Guillaud Yahia-Bey                                                                           |

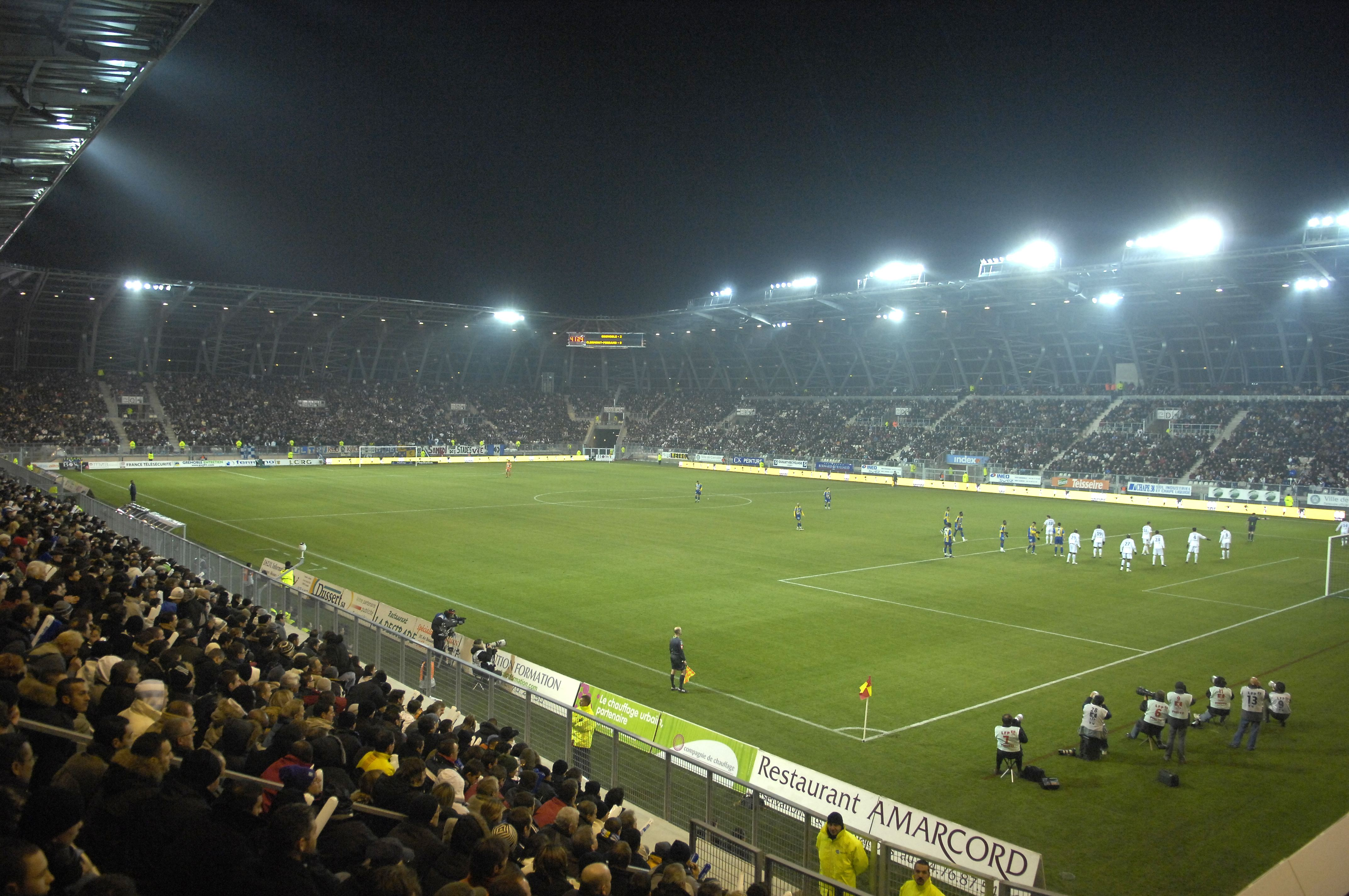
Le Stade des Alpes de Grenoble où le Chambéry SF affronte le Angers SCO en quart de finale de la Coupe de France 2011.

Après la Seconde Guerre mondiale, l'équipe première évolue au plus haut niveau régional : en division d'Honneur (DH) de la Ligue Rhône-Alpes de football. Après plusieurs relégations en Promotion de Ligue (deuxième niveau régional) suivies de remontées en DH, elle remporte ce championnat en 1957. Elle accède ainsi au championnat de France amateur qui regroupe les meilleures équipes amateur au niveau national. Le club est cependant relégué en DH au bout d'une saison. En 1961, il remporte à nouveau le championnat de DH, puis l'année suivante, en 1962, il est sacré champion de France amateur (ayant fini premier de son groupe de CFA).
Par la suite, jusqu'à la fin des années 1960, le club oscille d'abord entre CFA et DH, puis redescend jusqu'au niveau départemental (district de Savoie) au début des années 1970. Il remonte finalement au meilleur niveau régional et se stabilise en division d'Honneur dans les années 1980, et ce jusqu'aux années 2000.
En 2007, l'équipe remporte le championnat de division d'Honneur et accède ainsi au championnat de France amateur 2. C'est durant cette période que le club rencontre à nouveau le succès. En 2011, il atteint les quarts de finale de la coupe de France en éliminant de la compétition successivement plusieurs clubs de première division. En fin de saison le club est sacré champion de France amateur 2 au niveau national mais n'est pas autorisé à accéder au niveau supérieur par la Direction nationale du contrôle de gestion.
En 2015, après la liquidation judiciaire du club, une nouvelle structure est créée sous le nom « Chambéry Savoie Football » et l'équipe première démarre en division d'Honneur régionale deuxième niveau de la Ligue Rhône-Alpes de football. Un an après, le club savoyard remonte la pente avec une accession à la Division d'Honneur acquise à la dernière journée. Puis une nouvelle accession, l'année suivante, en National 3.

### Dates-clés
- 1936-1937 : Champion de Promotion, montée en Honneur, Ligue du Lyonnais
- Vers les années 1941-1942 : le Chambéry FC fusionne avec l'AS Chambéry qui jouait au stade Level et devient le Stade Olympique de Chambéry. Les couleurs du club sont le jaune et le noir.
- 1944-1945 : le 7 janvier 1945, 32e de finale de la coupe de France. Le SOC reçoit l'Olympique de Marseille. À 5 minutes de la fin du match, le SOC mène 3 à 2. Deux erreurs permettent à l'OM de l'emporter 4 à 3.
- 1945-1946 et 1946-1947 : Vainqueur de la Coupe du Lyonnais
- 1953-1954 : Champion de poule Promotion Ligue. Montée en Honneur
- 1954-1955 : Redescend en Promotion
- 1955-1956 : Montée en Honneur
- 1956-1957 : Champion de la Ligue du Lyonnais. Montée en Championnat de France Amateur
- 1960-1961 : Champion de la Ligue du Lyonnais
- 1961-1962 : Champion de France Amateur
- 1972 : À la suite de la création d'un nouveau club à Chambéry-le-Haut vers 1970 et pour bénéficier de l'apport de nombreux jeunes footballeurs, les deux clubs fusionnent pour former l'Entente Football Club Stade Olympique de Chambéry.
- 1972-1973 : L'équipe fanion est redescendue en District
- 1978-1979 : Montée en Promotion d'Honneur
- 1982-1983 : Montée en Honneur (13 saisons)
- 1984 : le club redevient le Stade Olympique de Chambéry.
- 1985-1986 : Meilleur club de la Ligue du Rhône-Alpes en Coupe de France (32e de finale)
- 1991-1992 : Vainqueur de la Coupe Rhône-Alpes
- 1997-1998 : Montée en Honneur pour une saison
- 2000-2001 : Montée des Seniors 2 en promotion de Ligue
- 2002-2003 : Montée en Honneur
- 2005-2006 : Vainqueur de la Coupe du Rhône-Alpes. Défaite en barrage pour l'accession en CFA 2
- 2006-2007 :
  - Défaite aux tirs au but contre Grenoble (L2) au 8e tour de la coupe de France après avoir battu Istres (L2) au Stade Municipal (2-1).
  - Vainqueur de la coupe du Rhône-Alpes
  - Champion de DH : Montée en CFA 2
- 2007-2008 : Retour en CFA 2 après 40 ans d'absences
  - CFA 2 (Groupe C) - Classement : 3e
- 2008-2009 : CFA 2 (groupe D) - Classement : 7e
- 2009-2010 : CFA 2 (groupe D) - Classement : 6e
- 2010-2011 :
  - Qualification aux tirs au but (1-1 a.p., 3-2 tab) en 16e de finale de la Coupe de France après avoir battu l'AS Monaco (L1) au Stade Municipal.
  - Qualification aux tirs au but (1-1 a.p., 4-3 tab) pour la première fois de l'histoire le club est en 8e de finale de la Coupe de France après avoir battu le Stade brestois 29 (L1) au Stade municipal.
  - Qualification historique, le 2 février, en quart de finale de la Coupe de France en battant FC Sochaux 2 buts à 1, le SO Chambéry devient la première équipe de CFA 2 à battre trois clubs de Ligue 1 dans la même Coupe de France[4].
  - L'épopée se termine pour Chambéry le 2 mars au Stade des Alpes de Grenoble face à une équipe d'Angers (L2) redoutable (0-3)[5].
  - Grâce à sa victoire 5-0 face à l'AS Valence, le samedi 4 juin 2011, le Stade Olympique de Chambéry décroche la montée en CFA pour ainsi réaliser une saison exceptionnelle puisque malgré les forces laissées dans un parcours héroïque en Coupe de France, le SOC joue sur les deux tableaux et finit 1er de la poule D. Toutefois, à la suite d'une mauvaise gestion financière du club et malgré un recours devant la DNCG, le SOC ne peut accéder au CFA.
- 2011-2012 : Le SOC finit 5e de la poule E avec 73 points avec 1 point de pénalité. Cette poule est dominée par le Grenoble Foot 38.
- 2014-2015 : Malgré une bonne saison conclue avec une 6e place, le club est placé en liquidation judiciaire et se voit rétrograder administrativement en DHR, septième niveau français. Le club est renommé Chambéry Savoie Football.
- 2015-2016 : Le Chambéry Savoie Football termine la première partie de saison à la 4e place de la poule B, à 4 points de la première place. Le club décroche sa montée en DH, ex æquo avec l'ES Vallières mais avec une meilleure place au fair-play.
- 2016-2017 : Le Chambéry Savoie Football termine 4e de son groupe et est promu en National 3 avec la réforme des championnats amateurs de football.

## Palmarès
- Champion de France Amateurs : 1962
- Champion de France Amateurs 2 : 2011
- Champion de DH : 1957, 1961, 2007
- Coupe du Lyonnais : 1946, 1947
- Coupe du Rhône Alpes : 1991, 1992, 2006

## Entraîneurs
- juil. 2008-oct. 2008 :  Pascal Grosbois
- 2010-2011 :  David Guion
- 2011-2012 :  Pierre Sage
- 2013-2015 :  Firmin Sanon
- 2023-2024 :  Hervé Yvars[6]
- 2024-nov. 2024 :  Arnaud Marcantei[7]

## Logo
Le logo représente un éléphant (symbole de la ville de Chambéry), la croix de Savoie et un ballon de football.

Logo du SO Chambéry jusqu'en 2015.
Logo depuis 2015.